# 구마사카 고키
구마사카 고키(일본어: 熊坂 光希, 2001년 4월 15일~)는 일본의 축구 선수이다.

## 구단 경력
그는 2024년 J1리그의 가시와 레이솔에 입단했다.